# Palacio Real de Turín
El Palacio Real (Palazzo Reale) es un palacio situado en la muy céntrica plaza del Castillo (Piazza Castello), el corazón de la ciudad de Turín (Piamonte), en el norte de Italia. Como su nombre indica, era el palacio real de la Casa de Saboya. Es la primera y más importante de las «Residencias de la casa real de Saboya» declaradas Patrimonio de la Humanidad por la Unesco.

## Historia
Turín, hoy la capital de Piamonte, fue la capital de la Casa de Saboya desde el siglo XII hasta el XIX. El Palacio Real fue teatro de la política piamontesa durante al menos tres siglos, representando el corazón de la corte saboyana, símbolo del poder de la dinastía y contiene evidencias de su forma de vida aristocrática desde 1645.

### Orígenes de la residencia
El Palacio Real de Turín fue, originariamente, un palacio episcopal, con el nombre de Palazzo di San Giovanni, funciones que desempeñó hasta finales del siglo XVI. Este hecho hace pensar en una fundación más bien remota.
Poco se salvó de esta residencia anterior al siglo XVI, aunque debía ser lujosa, puesto que Manuel Filiberto de Saboya, cuando decidió transferir la sede ducal de Chambéry a Turín, en 1562, lo escogió como su resicencia personal, expropiando a su legítimo propietario, después de haber pasado algunos años en el vecino Palazzo Madama e Casaforte degli Acaja, el cual no reunía entonces condiciones suficientes para ser elevado a funciones de corte.
Por ello, en el siglo XVI, el palacio de San Juan se convirtió en Palacio ducal de Turín, un cambio que marcó profundamente la arquitectura de la plaza y de la propia ciudad: la geografía urbanística de la capital saboyana relegó el edificio como límite de la muralla que la rodeaba, haciendo de él un blanco fácil para un hipotético ataque. Carlos Manuel II de Saboya amplió la ciudad partiendo de un lateral del propio palacio, creando así la via Po y llegando hasta la piazza Vittorio Veneto.

### El periodo dorado
Con la muerte de Carlos Manuel I de Saboya en 1620, comenzó a surgir la verdadera evolución del palacio, el cual en tiempos del Gran Duque había sufrido modificaciones menores, entre ellas un oratorio circular interno.
El Palacio Real fue erigido para la Madama Reale Cristina de Francia en el siglo XVII por los arquitectos Carlo y su hijo Amedeo di Castellamonte. Cristina de Francia era regente del ducado a la muerte de Víctor Amadeo, y apreciaba mucho este lugar. Fue, de hecho, decisión suya reconstruir el palacio después de los desastres provocados por el sitio de 1640, que dañaron considerablemente el edificio. Carlo di Castellamonte y su hijo Amedeo realizaron gran parte de la fachada y de los interiores, si bien su obra se ha visto modificada con posterioridad por los retoques ordenados por los soberanos de la misma dinastía a partir de 1722, en honor a los matrimonios de sus primogénitos.

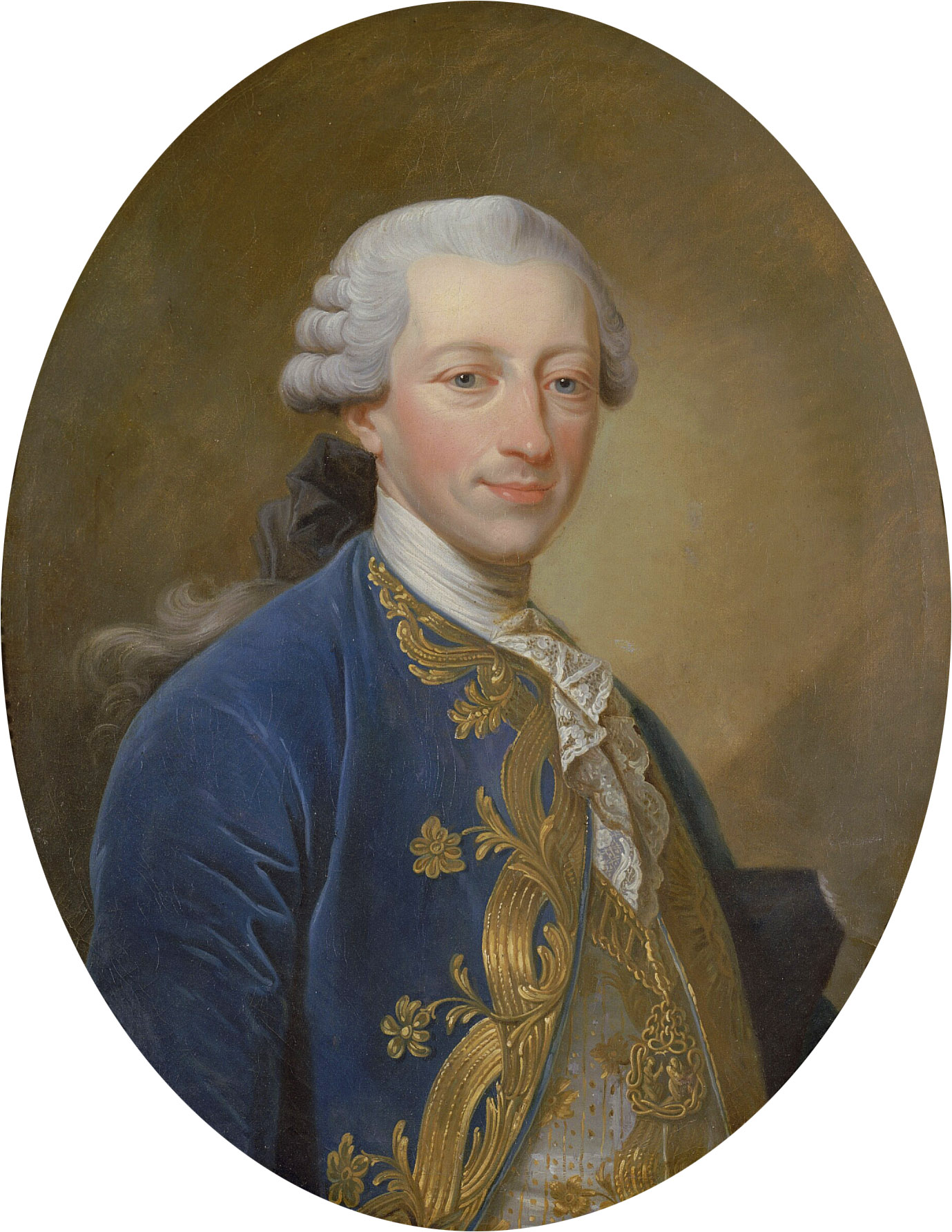
Víctor Amadeo III: los trabajos que caracterizaron su matrimonio son los más visibles en el Palacio.

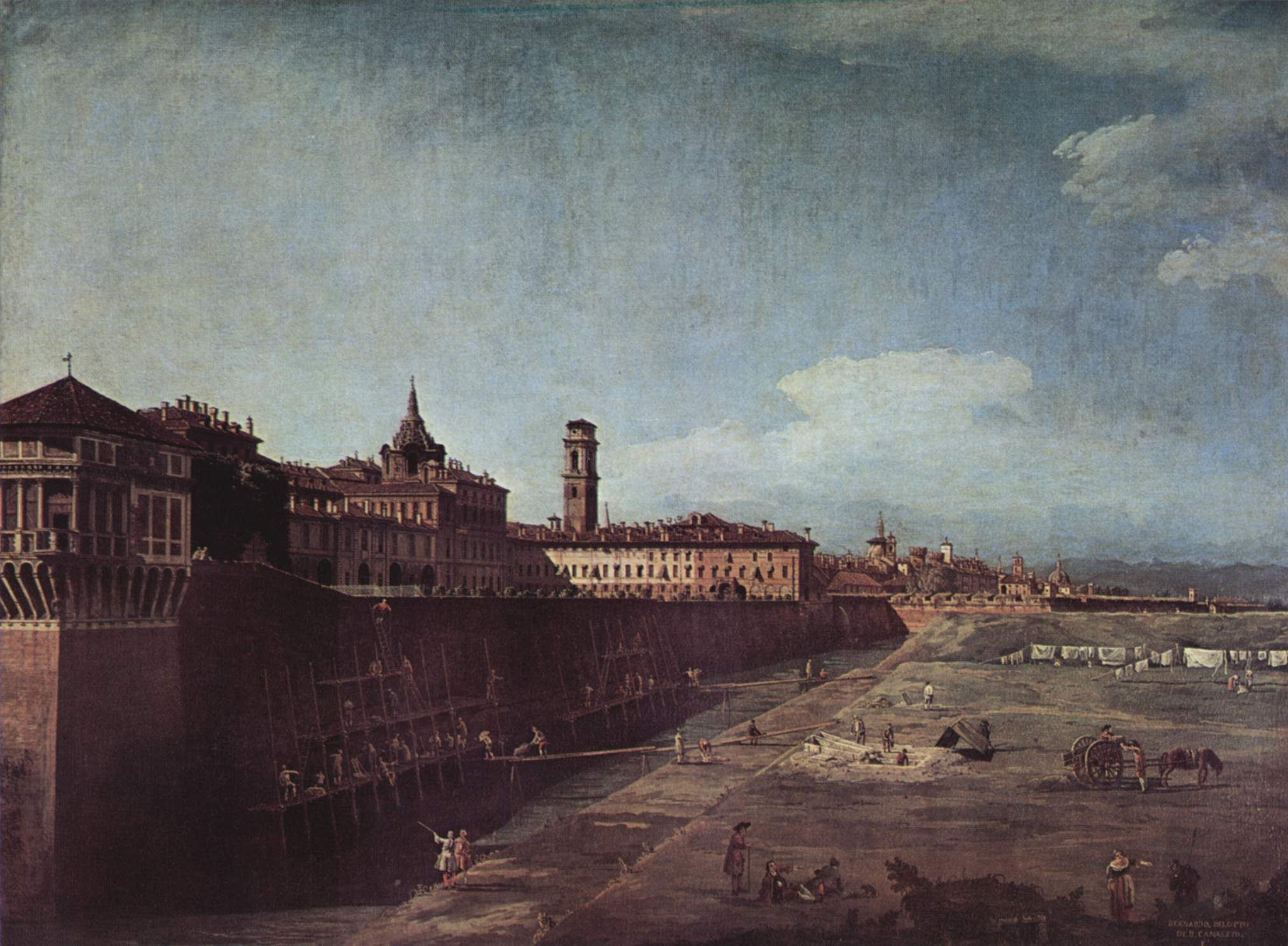
Vista del Palacio Real desde el exterior de los muros, óleo de Bernardo Bellotto (1745), Galería Sabauda de Turín.

La época dorada propiamente dicha tiene su origen en las grandes celebraciones que siguieron al final de los trabajos de reconstrucción y que se puede considerar ya a partir de 1656, año del final de la ejecución de la imponente y severa fachada de Amedeo di Castellamonte. Pero, bajo el austero reinado de Víctor Amadeo II el lujo parece haber desaparecido de la corte, reducida en número y estando muy censuradas las costumbres y frivolidades.
A partir de 1722, año del matrimonio del heredero al trono, Carlos Manuel, con la princesa palatina Cristina Luisa de Baviera-Sulsbach, el lujo volvió a imperar en la residencia, por lo menos en lo que se refiere a la segunda planta, dedicada por el rey de Sicilia, al hijo: los trabajos, en esta fase, fueron dirigidos por Felipe Juvara, habiéndose realizado muchos más después de la abdicación de Víctor Amadeo II, cuando el nuevo soberano se dedicó con gran decisión a la vida mundana.
Un viajero en 1765, reinando Carlos Manuel III, habló sobre el palacio diciendo:
El mobiliario casa con la belleza del apartamento; uno nota quí, entre otras cosas, candeleros cuyos reflectores son espejos con sólidos marcos de plata labrados con mucho gusto. Sólo remarcamos esto, sin embargo, porque esta pieza de mobiliario se usa mucho en los apartamentos italianos, ordinariamente está colocado alrededor del perímetro de la habitación para lanzar más luz ella.
Si para las remodelaciones dedicadas al heredero Carlos Manuel fue llamado a la corte Felipe Juvara, para los matrimonios siguientes el nivel de los encargos no disminuyó: para las bodas de Víctor Amadeo III con María Antonieta de Borbón fue contratado Benedetto Alfieri, el cual ya tenía fama como gran arquitecto en el Piamonte. Más tarde, cuando el segundo hijo de Víctor Amadeo III, Víctor Manuel, duque de Aosta, obtuvo un ala del palacio, fueron Carlo Randoni y Giuseppe Battista Piacenza a rediseñar las salas que actualmente se conocen como «Apartamentos del duque de Aosta» (Appartamenti del Duca D'Aosta).
También Carlos Alberto encomendó obras de remodelación, esta vez para las bodas de Víctor Manuel II con María Adelaida de Habsburgo-Lorena, ocurridas en 1843: el arquitecto, muy apreciado por Carlos Alberto, fue Pelagio Palagi.

### Fase final
Con el Risorgimento, el palacio permaneció como sede de la monarquía hasta 1865. La gran Escalera de Honor fue ejecutada en este periodo, más en concreto en el año 1862, según un proyecto de Domenico Ferri. Surgió del deseo de Víctor Manuel II de celebrar el nacimiento de la nueva nación, volviendo, igualmente, el palacio digno del título real: en este amplio ambiente, grandes telas y estatuas ilustran momentos y personajes de la historia saboyana.
Con una gran cantidad de mobiliario y de bienes personales, los Saboya se mudaron al Palacio del Quirinal en Roma, dejando su primera residencia, simplemente, como alojamiento para sus visitas a Turín. El traslado de la capital a Roma redujo drásticamente la importancia del lugar.
Posteriormente fueron ejecutados trabajos para las bodas de Humberto II con María José de Bélgica, en 1930. Con la caída de la monarquía en 1946, estos alojamientos fueron objeto de abandono, lo que requirió que muchas zonas tuvieran que ser profundamente restauradas, como por ejemplo, los apartamentos del duque de Aosta.

## El palacio

### Fachada

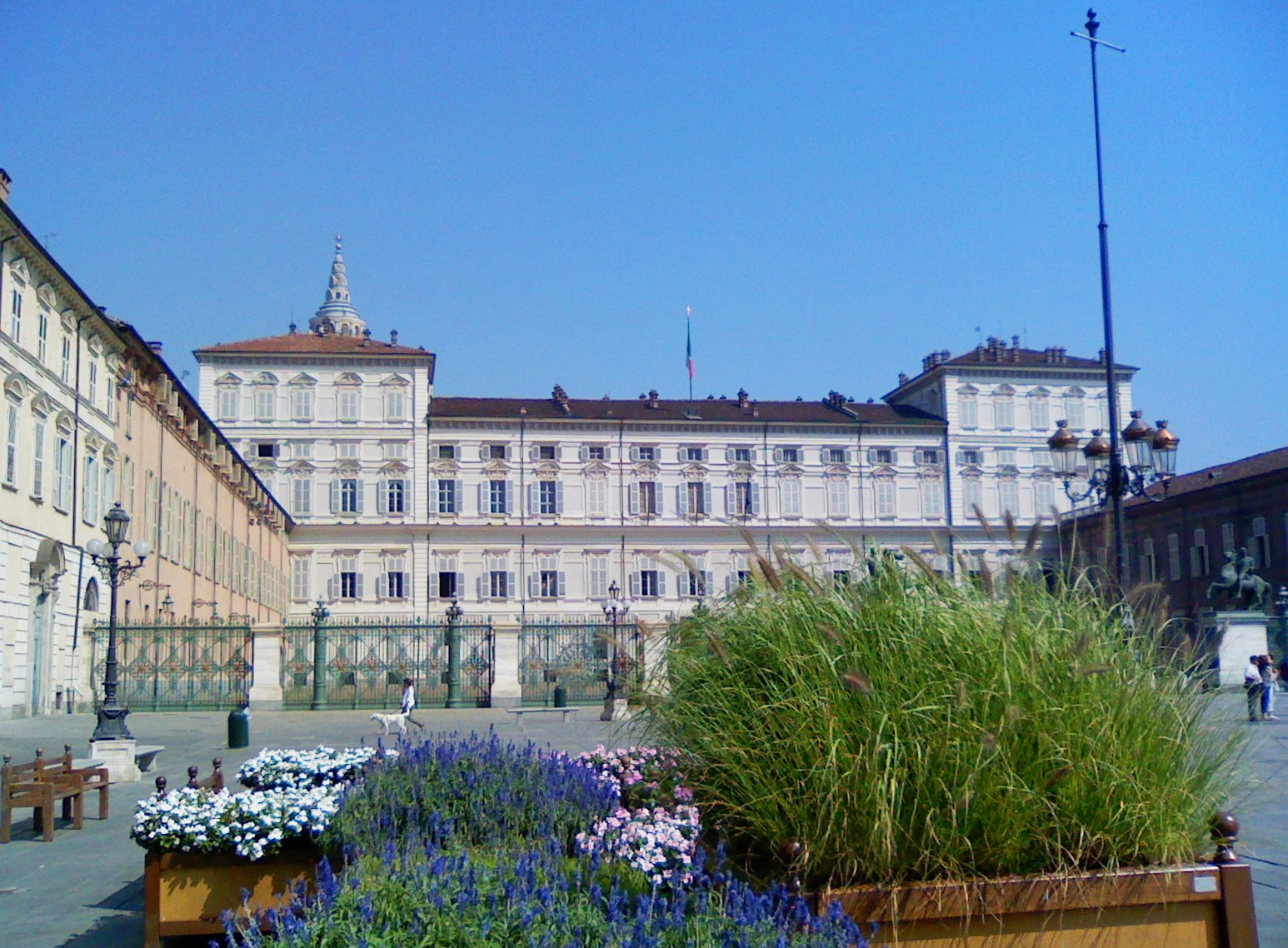
El Palacio Real, visto desde la plaza del Castillo. La parte superior de la capilla del Santo Sudario se ve a la izquierda.

La fachada es sobria, de apariencia austera en línea con la arquitectura barroca de toda la plaza, carente de frivolidades. Tiene una longitud de 107 metros y 30 m de altura media. En la fachada se nota inmediatamente que la geometría y el equilibrio de los dos pabellones laterales, diseñados por los Castellamonte, ven comprometida su simetría por la elevación majestuosa, a la izquierda, de la capilla del Santo Sudario.

### Interior
Sus habitaciones están decoradas con ricos tapices y una colección de jarrones chinos y japoneses. A lo largo de dos siglos trabajaron aquí artistas de gran maestría. Algunos nombres bastan para percibir el nivel de refinamiento reunido: Claudio Francesco Beaumont, Rocco Comaneddi, Charles Dauphin, Giuseppe Paladino, Francesco de Mura, Angelo Maria Crivelli, Giovanni (Johann) Carlone, Vittorio Amedeo Cignaroli, Leonardo Marini, Michele Antonio Milocco, Domenico Duprà, Massimo D'Azeglio, y más tarde Giuseppe Maria Bonzanigo, Pietro Piffetti: el nivel de los adornos, de las decoraciones, del arte en general, alcanzó aquí una de las cumbres de la época.

#### Primera planta

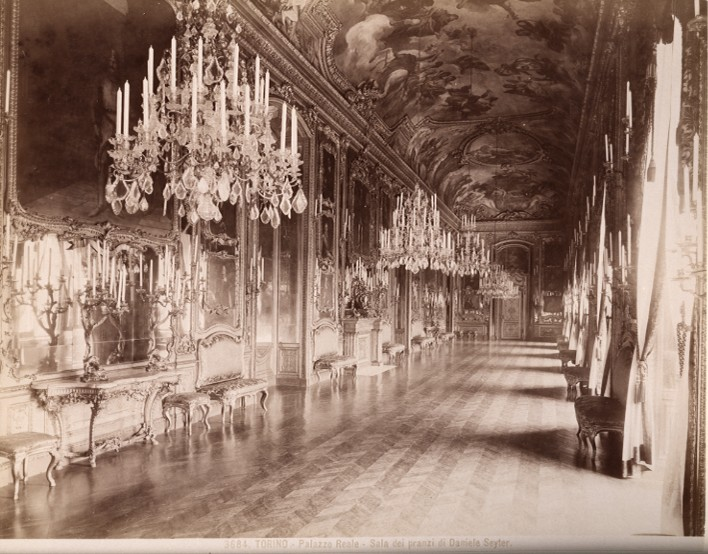
Fotografía de 1870 representado la Galería de Daniel.

Definido generalmente como piano nobile, está dominado por un estilo áulico, con la finalidad de subrayar la importancia de la dinastía; particulares alabanzas tienen algunos ambientes, entre ellos los del salón chino (Salotto Cinese), obra en gran medida de Beaumont, ya activo en aquel periodo en la Gran Galería, que de él toma su nombre, en la Armería Real, la imponente Galería de Daniel, del siglo XVIII, con frescos del vienés Daniel Seyter, cuya magnificencia rivalizaba con la Galería de los Espejos de Versalles, en la que se inspiraba antes de ser transformada, bajo el reinado de Carlos Alberto, en una pinacoteca.

Debe destacarse también el apartamento de invierno del rey y la Sala del Trono.

#### Segunda planta
Se accede a la segunda planta gracias a una de las obras maestras del arquitecto Felipe Juvara, la llamada Scala delle Forbici («escalinata de las tijeras», de 1720). En ella el maestro mesinés ofrece una de sus más geniales realizaciones y, al mismo tiempo, más fascinantes: una imponente escalera en mármol, que parece volar hacia lo alto, como una voluta ligera y sinuosa. La escalera descarga todo su peso sobre las paredes laterales, las del muro exterior del palacio, de forma que no pese en exceso sobre el pavimento, realizado en madera, un material que difícilmente habría soportado el peso del mármol. Juvara mantiene, en este caso, las grandes ventanas que se proyectan sobre el patio trasero del palacio, de manera que se dote el ambiente, por sí poco espacioso, de una fuente de iluminación externa eficaz.

##### Apartamentos del príncipe del Piamonte
El segundo piso tiene fuertes marcas, debido a los continuos trabajos encomentados por los soberanos para sus primogénitos, abordando, en muchas salas, estilos y modos diferentes según la época. Estos trabajos de renovación, debidos al gusto del momento, perjudicaban frecuentemente las obras preexistentes, como los techos o los frescos.
Para los matrimonios de 1722, 1750 y 1755 fueron realizadas renovaciones que afectaron a todo el piso, antes de que se dividiera como las salas del duque de Aosta. De modo particular, se recuerda la gran Sala de Baile, con grandes tapices representando la Historia de Don Quijote está ligada con la igualmente fascinante Pequeña Galería de Beaumont (Picola Galleria del Beaumont), que tenía la función de paso hacia el ala de Víctor Manuel I.
De marca típicamente palagiana son, por otro lado, las tres antecámaras (Tre Anticamere): Sala del Cuerpo de Guardia (Sala della Guardia del Corpo), Sala de los Staffieri y Sala de los Pajes (Sala dei Paggi), y las alas destinadas, en el siglo XIX, a servir de salas privadas a la princesa María José: techos y pavimentos conservan rastros de los diseños del arquitecto preferido de Carlos Alberto de Saboya.

##### Apartamentos del duque de Aosta
Dominados por la marca de Piacenza y de Randoni, además de la sabia mano de Bonzanigo, los apartamentos ducales fueron destinados a Víctor Manuel I, duque de Aosta, y su esposa, María Teresa de Habsburgo.
Es relevante, en estas salas, el pequeño gabinete chino (Gabinetto Cinese), una mezcla de estucos y de lacas orientales, sabiamente trabajados por Bonzanigo y su equipo, para crear imágenes típicas del fabuloso Oriente.

## La arquitectura

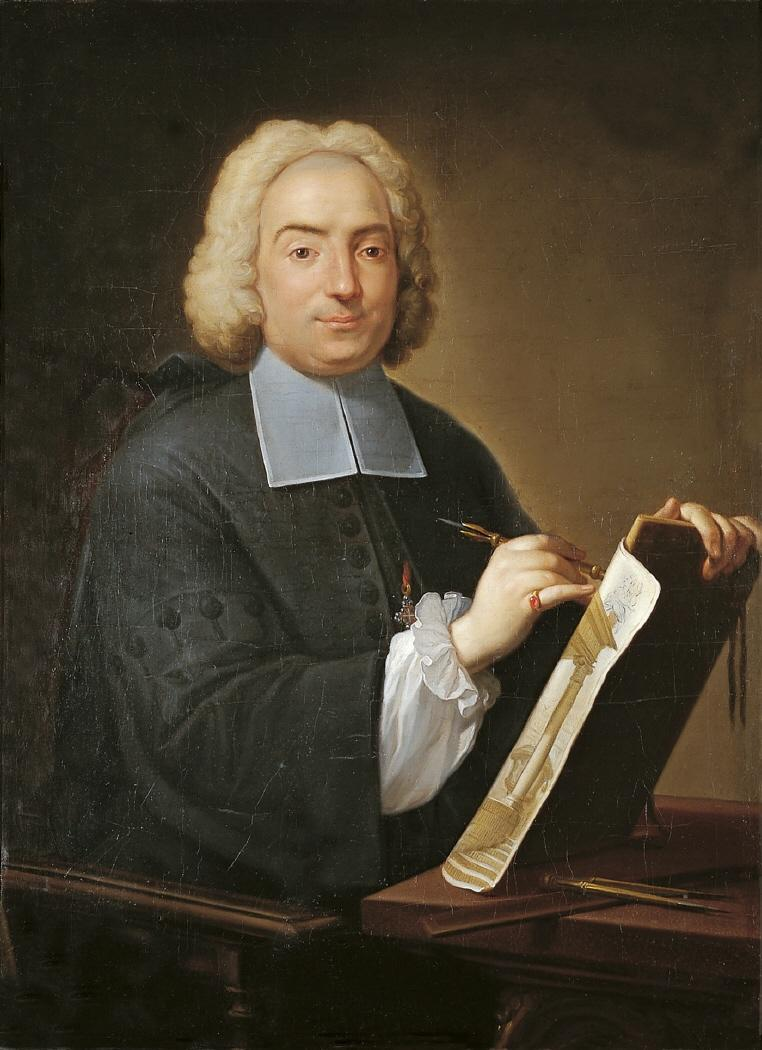
Felipe Juvara.

Son tres los estilos que caracterizan al palacio: barroco, rococó y neoclásico. Ello se debe a los principales arquitectos que aquí trabajaron desde la época filibertina: 
- Carlo di Castellamonte
- Amedeo di Castellamonte
- Felipe Juvara
- Benedetto Alfieri
- Carlo Randoni
- Giuseppe Battista Piacenza
- Pelagio Palagi

## Armería Real

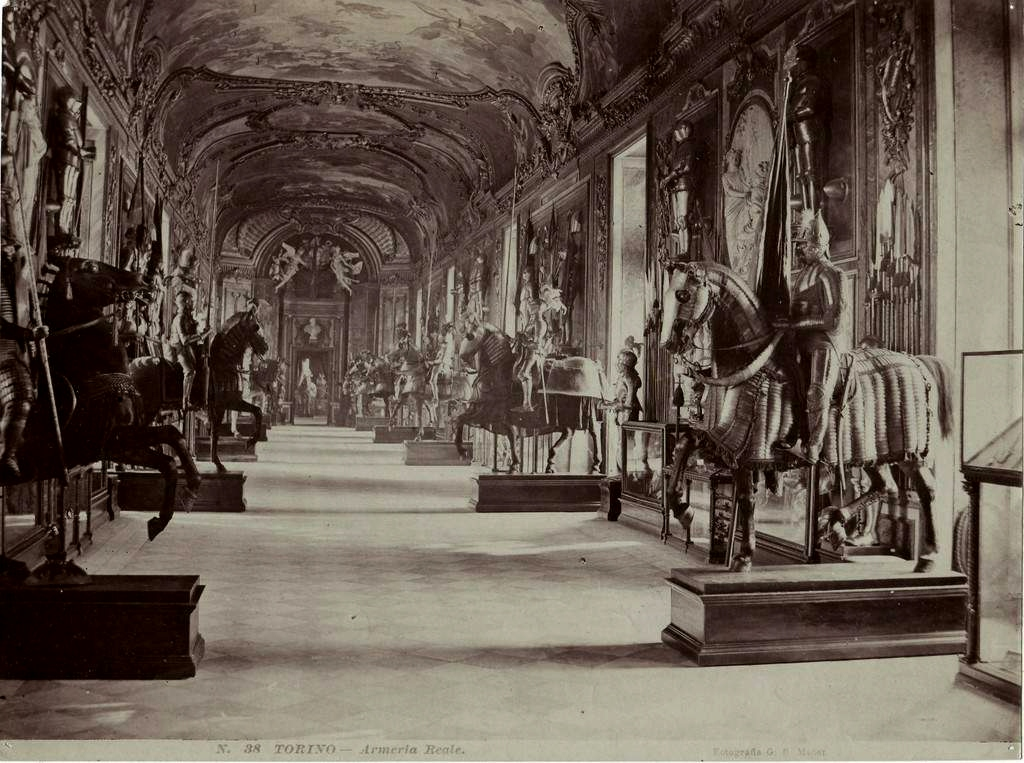
La Armería Real,.

La Armería Real (Armeria Reale) se encuentra en una de las alas del palacio, en el lado norte de la plaza del Castillo. Alberga una amplia colección de armas, incluyendo ejemplos de los siglos XVI y XVII. Fue inaugurada en 1837 por Carlos Alberto. El proyecto nació en 1833, después de la inauguración de la Real Pinacoteca (actual Galería Sabauda) ideada por el mismo Carlos Alberto. La Galería de Beaumont quedó privada de las telas que la adornaban y progresivamente se fue convirtiendo en lugar en el que coleccionaban las armas coleccionadas por los Saboya. El rey decidió hacer pública la colección, y encargó a Roberto d'Azeglio (ya director de la Pinacoteca Regia) junto con Vittorio Seissel d'Aix, el cual, si bien teóricamente sometido al primero, no duda en numerosas ocasiones de ignorarlo, exasperando a d'Azeglio hasta el punto de hacerle abandonar la empresa para dedicarse exclusivamente a la Pinacoteca Regia.
La actual armería recoge algunas de las armas y armaduras de las colecciones de Carlos Manuel I, destruida en gran parte por dos incendios hacia la mitad del siglo XVII.
Conserva numerosos tipos de armaduras, armas blancas 
y armas de fuego. Hay armas medievales y otras de los siglos XVI a XVII. Entre las piezas más interesantes, la armadura de torneo de Manuel Filiberto de Saboya, la armadura de Otón Enrique de Baviera y la armadura ecuestre de Carlos Manuel I, además de una pistola de Carlos V. Notable es la colección de banderas de los ejércitos sabaudo e italiano (cerca de 250) y la sección de las armas y armaduras orientales.
Forman parte del Museo los Scalone de Benedetto Alfieri (1740), la Rotonda, la Galería Beaumont, finamente decorada con frescos sobre la «Historia de Eneas» (1733) y el Medagliere (1839). Junto a la Armería Real se encuentra la Biblioteca Real.

## Exteriores
La Capilla del Santo Sudario, con su cúpula espiral fue erigida en el ala oeste del palacio, uniendo el ábside de la catedral de San Juan Bautista para albergar el famoso santo sudario que perteneció a la familia desde 1453 hasta 1946.

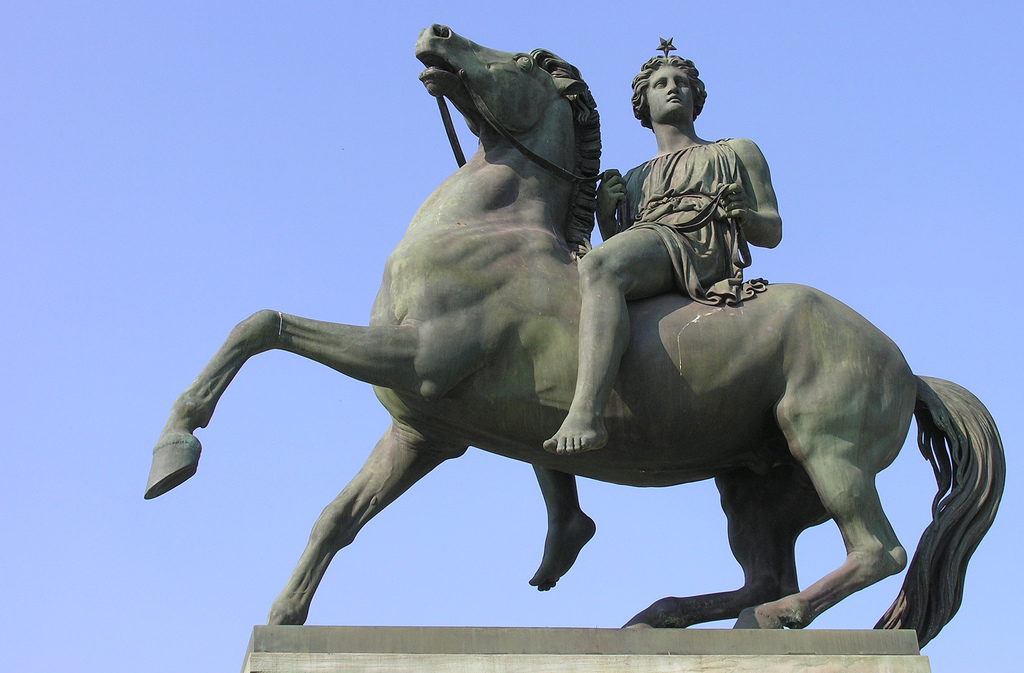
Pólux, el otro dioscuro que adorna el graderío externo.

La plaza del Castillo (Piazza Castello) que queda en el exterior del palacio, fue diseñada por Vittozzi, uniéndose a los otros edificios que, en su conjunto, forman el gran cuerpo de la residencia real. En la plaza del Castillo, junto al Palacio Real, se encuentra la iglesia de San Lorenzo, llamada Real Iglesia de San Lorenzo dado que era considerada capilla real.
Detrás del palacio, extendiéndose hacia el Norte, quedan los jardines del parque real (Giardini del Parco Regio). Situados en la extrema periferia del Turín que Manuel Filiberto quiso elevar a capital de su ducado guerrero, los jardines reales del palacio adquirirían forma inspirándose en las mayores residencias reales de Europa, decoradas con elegantes jardines, una idea toscana (basta pensar en las villas de los Médicis). Los jardines reales de la actualidad son, en gran medida, obra del arquitecto André Le Nôtre. Le Nôtre, ya activo en la corte francesa, habiendo realizado obras importantes en el palacio de Versalles por encargo de los Borbones, refleja en este una característica propia de los jardines nobles europeos, los juegos de agua y las perspectivas florales. Ya en época de Carlos Manuel I y Víctor Amadeo I, el jardín había sufrido notables ampliaciones, pero fue esencialmente a finales del siglo XVII cuando se crearon verdaderos esplendores, gracias De Marne, que actuaba siguiendo los proyectos de Le Nôtre.
Durante el periodo napoleónico, los jardines del palacio sufrieron una triste degradación, no faltando expolios y saqueos: todo eso acabó en 1805, después del nombramiento del jardín como Parque Imperial (Parco Imperiale). Antes del regreso de los Saboya, ocurrida con la restauración, Giuseppe Battista Piacenza, que ya había trabajado en las obras de la segunda planta del edificio, tuvo a su cargo restaurar las estatuas del siglo XVIII que representan a las estaciones y los grandes jarrones conmemorativos provenientes de Reggia di Venaria Reale. Esta fue la última gran modificación ocurrida en los jardines, aunque después, algunas estatuas se colocaron a finales del siglo XIX. Esto ocurrió por decisión de Víctor Manuel II, que decidió instalar las representaciones en mármol de Amadeo VI de Saboya, Víctor Amadeo I y Víctor Amadeo II.